# Tim Wafler
Tim Wafler (Kitzbühel, 28 gennaio 2002) è un pistard austriaco che corre per il Tirol KTM Cycling Team.

## Palmarès

### Strada
- 2018 (Juniores)

Campionati austriaci, Prova a cronometro Junior
- 2025 (Tirol KTM Cycling Team, una vittoria)

Campionati austriaci, Prova in line Elite

### Pista
- 2019 (Juniores)

Campionati austriaci, Keirin Junior
Campionati austriaci, Velocità Junior
Campionati austriaci, Chilometro a cronometro Junior
Campionati austriaci, Corsa a punti Junior
Campionati austriaci, Scratch Junior
Campionati austriaci, Keirin
Campionati austriaci, Americana (con Felix Ritzinger)
- 2022

Campionati austriaci, Americana (con Maximilian Schmidbauer)
- 2023

Campionati austriaci, Scratch
Campionati austriaci, Americana (con Maximilian Schmidbauer)
Discover Lehigh Valley Grand Prix, Americana (Breinigsville, con Maximilian Schmidbauer)
- 2024

Campionati austriaci, Scratch
Campionati austriaci, Americana (con Lorenz Ludwiczek)
Campionati austriaci, Corsa a punti
Campionati austriaci, Omnium
Campionati austriaci, Corsa a eliminazione
Campionati europei, Americana (con Raphael Kokas)
GP Budapest, Scratch
GP Budapest, Omnium
- 2025

GP Presov, Americana (con Maximilian Schmidbauer)
GP Presov, Corsa a eliminazione
Campionati austriaci, Americana (con Heimo Fugger)

## Piazzamenti

### Competizioni mondiali
- Campionati del mondo su pista

Francoforte sull'Oder 2019 - Scratch Junior: 6º
Francoforte sull'Oder 2019 - Omnium Junior: 4º
Francoforte sull'Oder 2019 - Americana Junior: 12º
Saint-Quentin-en-Yvelines 2022 - Scratch: 13º
Glasgow 2023 - Omnium: 14º
Ballerup 2024 - Corsa a eliminazione: 9º
Ballerup 2024 - Corsa a punti: 10º
- Giochi olimpici

Parigi 2024 - Omnium: 13°

### Competizioni europee
- Campionati europei su pista

Gand 2019 - Scratch Junior: 2º
Gand 2019 - Omnium Junior: 7º
Gand 2019 - Americana Junior: 7º
Apeldoorn 2021 - Corsa a eliminazione Under-23: 18º
Apeldoorn 2021 - Scratch Under-23: 9º
Anadia 2022 - Scratch Under-23: 2º
Anadia 2022 - Omnium Under-23: 4º
Monaco di Baviera 2022 - Scratch: 8º
Monaco di Baviera 2022 - Omnium: 11º
Monaco di Baviera 2022 - Americana: ritirato
Grenchen 2023 - Scratch: 8º
Grenchen 2023 - Omnium: 12º
Anadia 2023 - Corsa a eliminazione Under-23: 7º
Anadia 2023 - Omnium Under-23: 2º
Apeldoorn 2024 - Scratch: 2º
Apeldoorn 2024 - Corsa a eliminazione: 4º
Cottbus 2024 - Scratch Under-23: 2º
Cottbus 2024 - Americana Under-23: vincitore
Heusden-Zolder 2025 - Scratch: 8º
Heusden-Zolder 2025 - Americana: 9º
Heusden-Zolder 2025 - Corsa a eliminazione: 5º
- Campionati europei su strada

Limburgo 2024 - In linea Under-23: ritirato